# Xylophanes obscurus
Espèce
Xylophanes obscurus est une espèce de lépidoptères de la famille des Sphingidae, de la sous-famille des Macroglossinae, tribu des Macroglossini, sous-tribu des Choerocampina, et du genre Xylophanes.

## Description
L'espèce est semblable à Xylophanes cosmius, mais bord extérieur de l'aile antérieure entier.  Le dessus des ailes est plus foncé, plus uniforme et gris-brun foncé (Xylophanes cosmius est verdâtre). La tache discale est plus grande que pour Xylophanes cosmius, elle est trapézoïdale. La ligne postmédiane bien visible visible est droite ou légèrement convexe, elle rejoint la côte avant l'apex (chez Xylophanes cosmius et Xylophanes epaphus, cette ligne est concave et s'épuise jusqu'au sommet).

## Biologie
Il y a au moins trois générations par an au Pérou : les adultes y volent de janvier à février, et de juillet à octobre.
Les chenilles se nourrissent probablement de Rubiaceae et de Malvaceae.

## Distribution et habitat
Distribution
L'espèce est connue au Pérou et à l'ouest du Brésil.

## Systématique
L'espèce Xylophanes cosmius a été décrite par les entomologistes Lionel Walter Rothschild et Karl Jordan en 1910.

### Synonymie
- Xylophanes pizarro Gehlen, 1928l>